# Lynn Harrell
Lynn Harrell (Nueva York, 30 de enero de 1944 – Santa Mónica, 27 de abril de 2020) fue un violonchelista y profesor de música estadounidense.

## Vida
Harrell nació en Nueva York, hijo de la violinista Marjorie McAlister Fulton (1909-1962) y del barítono Mack Harrell. A la edad de ocho años decidió aprender a tocar el violonchelo. Cuando tenía doce años, su familia se mudó a Dallas, Texas, donde estudió con Lev Aronson (1912-1988). Cuando Harrell tenía 15 años y 11 meses de edad (1960), su padre murió de cáncer. Cuando Harrell tenía dieciocho años (noviembre de 1962), su madre murió en un accidente durante el viaje de Denton (Texas) a Fort Worth para realizar un recital.
Después de haber asistido a la Escuela Secundaria de Denton, estudió en la Escuela Juilliard de Nueva York y luego en el Instituto de Música Curtis de Filadelfia. Tuvo como maestros en violonchelo a Leonard Rose y Orlando Cole, músicos de orquesta que trabajaron con directores como Arturo Toscanini, Dimitri Mitrópoulos o Bruno Walter.

## Carrera
Hizo su debut en 1961 con la Filarmónica de Nueva York en el Carnegie Hall. A los dieciocho años ingresó en la Orquesta de Cleveland dirigida por George Szell, donde permaneció hasta 1971.
Se ha presentado en todo el mundo en solitario, como músico de cámara y como solista con orquestas. Ha profesado en varias escuelas y conservatorios de música, incluyendo la Royal Academy of Music de Londres, el Festival de Música de Aspen, el Instituto de Música de Cleveland y la Escuela Juilliard. 
En 1975, Harrell y el pianista Murray Perahia fueron los receptores conjuntos del primer Premio Avery Fisher.
En 1976 interpretó el estreno del Concierto para violonchelo de Donald Erb en la Escuela de Música Eastman en Rochester, Nueva York.
En Salzburgo ha actuado en diversas ocasiones: en 1979 en un concierto junto al pianista Michel Béroff. En 1982 interpretó el Concierto para violonchelo de Robert Schumann con la Academy of Saint Martin in the Fields dirigida por Neville Marriner. En 1985 en un concierto con el pianista Rudolf Firkušný. En 1988 interpretó el Concierto para violonchelo n.º 2 de Dmitri Shostakóvich con la Royal Concertgebouw Orchestra, dirigida por Riccardo Chailly. Harrell indica respecto a su interpretación de este concierto:

«Cuando estoy tocando el Concierto de Shostakóvich, tengo visiones de aspectos de la vida soviética que sólo puedo insinuar. Intento imaginar lo que debe haber sido sentir el miedo de oír golpear la puerta del vecino, preguntándose a la mañana siguiente si los vecinos van a estar allí o no. Pero vivir con esto como una realidad cotidiana durante 25 años es algo que es difícil de comprender verdaderamente sin haberlo vivido. A veces, como en la sección final del concierto, de repente veo alambre de púas y calles empedradas doy esa visión cuando toco. Pero no tengo una fórmula para ello. A veces me siento más fuerte que en otras ocasiones. Ahora tengo suficiente madurez y confianza en mi carrera y en mi musicalidad para dejarme ir y dejar que mi ser interior hable, incluso si se altera el control y la técnica. Sé que a veces toco el violonchelo un poco más fuerte de lo que debería, pero así es como la música me mueve.»
Lynn Harrell

En el Teatro alla Scala de Milán interpretó en 1983 el Concierto para violonchelo de Dvořák, dirigido por Chailly, dos conciertos con Bruno Canino en 1984 y uno en 1992, y en 1994 un concierto con Vladimir Ashkenazy y Itzhak Perlman.
En 1989 estrenó en el Dorothy Chandler Pavilion en el Centro de Música de Los Ángeles, el Concierto para violonchelo de Karel Husa, dirigido por el compositor. El 7 de abril de 1994 actuó en el Palacio Apostólico con la Royal Philharmonic Orchestra en el Concierto Papal para conmemorar el Holocausto.
Fue director musical del Instituto de la Filarmónica de los Ángeles (1988-1992). De 1986-1993, ocupó el cargo de profesor de violonchelo en la USC Thornton de la Escuela de Música de Los Ángeles, después de Gregor Piatigorsky.
De 1985 a 1993 ocupó la Cátedra Internacional de Violonchelo en la Royal Academy of Music en Londres y en 1993 se convirtió en el director de la Real Academia de Londres, cargo que ocupó hasta 1995.
Más recientemente ha sido profesor en la Escuela de Música de la Universidad de Rice, hasta su jubilación, en la primavera de 2009.
Ha colaborado con diferentes orquestas destacadas como las de Boston, Chicago, Nueva York, Filadelfia, San Francisco, Los Ángeles, Detroit, Ottawa, Pittsburgh y la Sinfónica Nacional. En Europa se ha asociado con las orquestas de Londres, Munich, Leipzig, Berlín, Dresde, Leipzig y Zúrich. También ha actuado en Australia, Nueva Zelanda, Japón, Corea, Malasia, Singapur, Taiwán y Hong Kong. Con directores como Kurt Masur, Zubin Mehta, André Previn, Sir Simon Rattle, Leonard Slatkin, Yuri Temirkanov, Michael Tilson Thomas y David Zinman.
En la temporada 2015-2016 Lynn visitó Europa con el trío Mutter-Bronfman-Harrell con paradas en Berlín, Madrid, Dresde, Moscú, Milán, Essen y Munich. También se unió a Anne-Sophie Mutter y Yefim Bronfman para el concierto triple de Beethoven en el Festival de Pascua de Salzburgo con la Dresden Staatskapelle. Entre sus apariciones orquestales internacionales actuó con la Sinfónica Nacional de México, la Sinfónica Nacional de Taiwán y la Filarmónica de Hangzhou. En Estados Unidos dio recitales en Washington y Filadelfia.[cita requerida]
En las últimas temporadas sus compromisos internacionales incluyeron la Gala final del XV Concurso Internacional Chaikovski, conciertos con la Filarmónica de Seúl y Eliahu Inbal, con la Orquesta Mariinsky y Valeri Guérguiyev, y actuaciones en los Festivales de Verbier, Hong Kong, Aspen, La Jolla, Eastern Music y Escocia.
En marzo de 2013, estrenó el concierto para violonchelo de Augusta Reed Thomas con la Orquesta Sinfónica de Boston y Christoph Eschenbach, que luego repitió en el Festival de Aspen de 2014 bajo Christian Arming y con la Sinfónica de Detroit y Hannu Lintu en 2015. Dos meses más tarde, en la 92nd Street Y, se presentó con el Cuarteto de Cuerda de Tokio en su última aparición en Nueva York. Ha actuado en festivales de música como el Grand Teton y Tanglewood y su relación continuó con el festival de música de Aspen con más de 40 años de conciertos de verano. En el verano de 1999, fue presentado en un Lynn Harrell Cello Festival de tres semanas con la Filarmónica de Hong Kong.[cita requerida]
Su esposa era la violinista Helen Nightengale, tuvieron dos hijos, Hanna y Noah. También tuvo dos hijos de su primer matrimonio con la periodista y escritora Linda Blandford.

## Instrumentos
Ha tocado previamente un violonchelo fabricado por Domenico Montagnana en 1720, el cual compró con el dinero obtenido de la herencia de sus padres. También tocó con el violonchelo Stradivari du Pré de 1673, que pertenecía a la violonchelista británica Jacqueline du Pré. Su instrumento actual es un violonchelo hecho por Christopher Dungey en 2008.[cita requerida]

## Concurso Lynn Harrell de Dallas
En 2001 la Orquesta Sinfónica de Dallas estableció en su honor el "Concurso de Conciertos Lynn Harrell" para promocionar a los jóvenes talentos musicales en el centro-sur de los Estados Unidos. El concurso está abierto a los violinistas y pianistas de hasta dieciocho años de edad, de Texas, Nuevo México, Oklahoma, Arkansas y Louisiana.

## Muerte
Falleció 27 de abril de 2020, a los 76 años.

## Discografía selecta
- 1980 – Chaikovski: Trío con piano. Itzhak Perlman. Vladímir Ashkenazi (EMI) Grammy a la mejor interpretación camerística de 1982.
- 1982 – Bach: Suites para violonchelo n.º 1-6 (Decca).
- 1985 – Lalo: Concierto para violonchelo; Saint-Saëns: Concierto para violonchelo n.º 2. Sinfónica de Radio Berlín, Riccardo Chailly (Decca).
- 1986 – Shostakóvich: Concierto para violonchelo n.º 1; Bloch: Schelomo. Julia van Leer-Studebaker, Concertgebouw, Bernard Haitink (Decca).
- 1984-88 – Russian Cello Sonatas. Rajmáninov; Prokófiev; Shostakóvich: Sonata & Quinteto para piano. Ashkenazi (Decca).
- 1988 – Bach/Handel: Sonatas para viola da gamba. Igor Kipnis (Decca).
- 1988 – Beethoven: Tríos con piano vol. 1 & 2. Perlman, Ashkenazi (EMI) Grammy a la mejor interpretación camerística de 1988.
- 1988 – Herbert: Conciertos para violonchelo. Academia de San Martin in the Fields, Neville Marriner (Decca).
- 1995 – Debussy: Sonata para violín, Sonata para violonchelo; Ravel: Trío con piano. Perlman, Ashkenazi (Decca).
- 1997 – Schubert: Tríos con piano n.º 1 & 2. Pinchas Zukerman, Ashkenazi (Decca).
- 2000 – Dúos para violín y violonchelo. Nigel Kennedy (EMI).
- 2001 – Haydn/Vivaldi: Conciertos para violonchelo. (EMI, Warner).
- 2002 – Strauss: Don Quijote; Chaikovski: Variaciones sobre un tema rococó. David Greenlees, Filarmónica de Liverpool, Gerard Schwarz (Olufsen).
- 2004 – Brahms/Mendelssohn: Sonatas para violonchelo. Bruno Canino (Decca).
- 2006 – Andante cantabile. Cello Bises. Bruno Canino (Decca).